# カッターナイフ
カッターナイフは、交換可能な刃を持つ刃物である。略してカッターとも呼ばれる。もともとは紙を切るための道具として開発されたが、布や薄い合板、石膏ボードが切断できるものなど、用途に応じてさまざまな形状の製品がある。「カッターナイフ」は和製英語であり、英語圏では "utility knife" と呼ばれるほか、商標から "Stanley knife"、"boxcutter"、"X-Acto knife" などとも呼ばれる（商標の普通名称化）。

## 折る刃式カッターナイフ

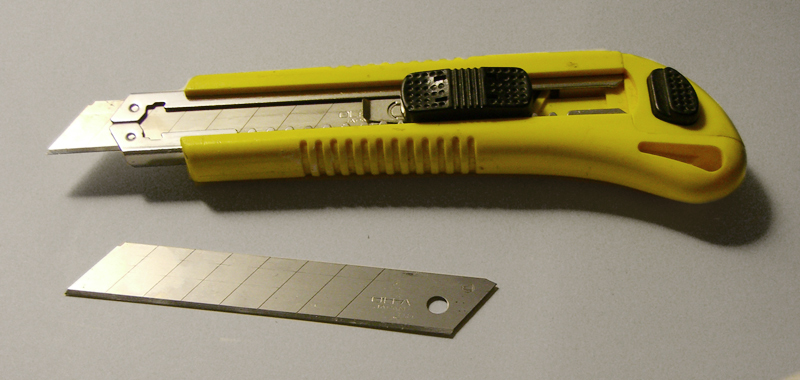
折る刃式カッターナイフ（大型刃）

刃に折れ目が付いており、切れなくなった先端を折り取れば新品同様の切れ味を取り戻す方式である。
紙や布、薄い合板、石膏ボードなどの切断に用いられる。一般的に薄刃で折れやすいため分厚い物の切断には向いていないが、他の切断工具であるのこぎりやジグソーよりも切断面がきれいである。また、石膏ボードなどを切っても切りくずがほとんどない。
歴史としては、日本のオルファ創業者である岡田良男が考案・発明し1956年に世界最初の折る刃式カッターナイフ 「オルファ第1号」としてカッターナイフの試作・製作に成功、カッターナイフが誕生した。岡田良男が、1956年に刃を折る方式のナイフの考案事業化を試みるため、エヌティー（旧 日本転写紙株式会社）に協力を求めるとともに、自ら日本転写紙株式会社の会社役員として在籍した。その後1959年に考案した内容を「発明者を岡田良男、出願人を日本転写紙株式会社」として特許を出願・取得し、1959年にエヌティー（旧 日本転写紙株式会社）が世界で初めて「シャープナイフ」としてカッターナイフの開発・商品化に成功した。その後、1967年（昭和42年）に岡田良男がオルファを創業し、特許をエヌティーとオルファが共有した。
従来、印刷所などではナイフやカミソリの刃、ガラスの破片を用いて紙類を裁断していた。しかし、刃先が磨耗してすぐに切れ味が悪くなる欠点がある。そこで1956年（昭和31年）に印刷会社に勤めていた岡田良男が板チョコからヒントを得て「折る刃式カッターナイフ」を考案した。岡田はこの「折る刃」からエヌティー（旧 日本転写紙株式会社）を退社し、オルファ株式会社を創業し独立して実業する。これは鋼製の刃にあらかじめ折り筋を付けておき、刃先が磨耗した場合にはそれを折り取ることで新たな鋭い刃先を作り出す方法。現在では一般用のカッターナイフの多くがこの方式を採っている。刃は小型刃、大型刃といったオルファのサイズ（刃幅サイズ9mm、18mm、角度59° の折れ線）はデファクトスタンダードとなっており（JISなどのデジュリスタンダードはない）、他社類似製品もオルファに合わせた刃のサイズで発売されている。
現在、日本市場のシェア約60%をオルファのカッターナイフが占めており、海外100か国を超える国々で販売されている。また、グッドデザイン賞選定品52品目、Gマークロングライフ賞16品目（2012年2月現在）。各種のバリエーションがある。グリップ部分に滑り止めの加工やゴムカバーのついたもの、薄い刃のぐらつきをおさえるブレードホルダーの付いたもの、折った刃を本体後端に取り付けて細工用としたもの等。本体は、合成樹脂製が基本であるが金属製もある。
折る刃式カッターナイフの日本国内専業メーカーは、オルファ株式会社 (OLFA) とエヌティー株式会社 (NT) の2社だけである。

### 注意点
- 刃が薄いので、ぐらつきを防ぐためにも刃先の出しは必要最小限とする。
- 直線を切る場合は、カッターでは切れない、カッターが乗り上げない厚いカッター用の定規を使用する。「平行ガイド」を装着すると切る幅を設定できる。
- 直線状の刃を持つカッターナイフで立体の硬い物体を切り出す場合には、刃が折れてケガをする可能性があるので、厚刃の製品や専用の折り溝がないタイプの刃を用いるか、小刀など別の刃物を用いることが望ましい。
- カッターナイフで紙などを切る場合には、下敷きとしてカッティングマットなどを使用することが望ましい。
- カッターナイフの刃は、グリップ（本体）後部に刃を折るための溝が付いていたり、刃折器の付いているタイプはそれを使用する。刃幅の広い溝の付いていないタイプは、折れた刃が飛散すると危険なので、プライヤやペンチを使って折る。収納ケースに落とし込むタイプの刃折器も存在する。

## 歴史
- 1953年 - 日本転写紙株式会社（現在のエヌティー）設立。元は平版印刷に使う転写紙を作る会社だった。
- 1956年 - 印刷工であった岡田良男が「折る刃式ナイフ」を考案し、実用新案を取得。事業化を試みるも、資金力の制約等でままならず、日本転写紙株式会社に協力を求めるとともに、自ら会社役員として在籍する。
- 1959年 - 「発明人:岡田良男 出願人:日本転写紙株式会社」として特許を出願、世界初のカッターナイフを日本転写紙株式会社（現在のエヌティー）が「シャープナイフ」として発売。
- 1961年 - 「NTカッター」のブランド名が決まる。量産型のNTカッターA型が発売。（ＮＴは日本転写の頭文字）
- 1963年 - デザインナイフのNTカッターD型が発売。世界初のペン型カッターナイフ。
- 1967年 - 岡田良男が日本転写紙より独立して兄弟四人で岡田工業株式会社を設立。
- 1984年 - 岡田工業株式会社は社名を「オルファ株式会社」に変更。
- 1988年 - 日本転写紙株式会社は社名を「エヌティー株式会社」に変更。

## さまざまなカッターナイフ

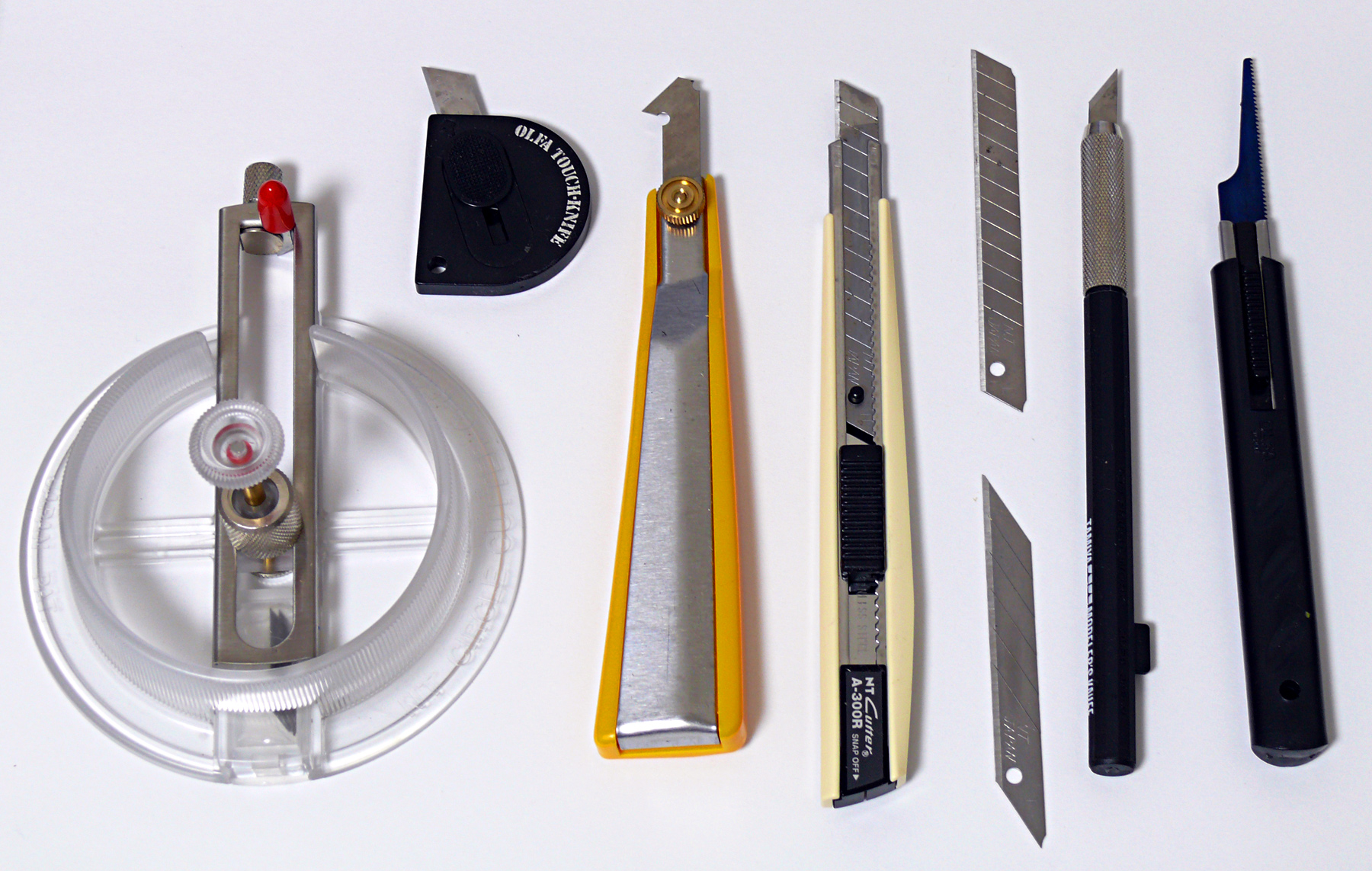
左から円切りカッター（NT・iC-1500P）、小型（オルファ・タッチナイフ）、アクリルカッター、折る刃式カッターナイフ（NT・A-300R）、刃（60度と30度）、ペン型デザインナイフ、カッターのこ

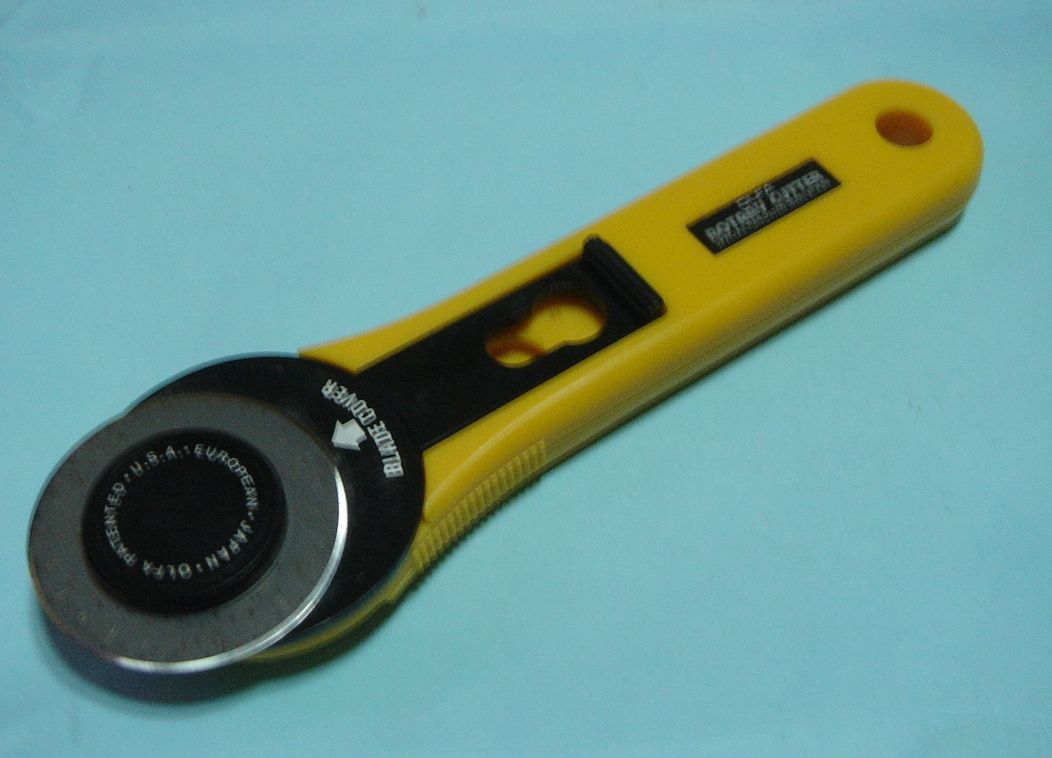
ロータリーカッター（オルファ・ロータリーカッター）

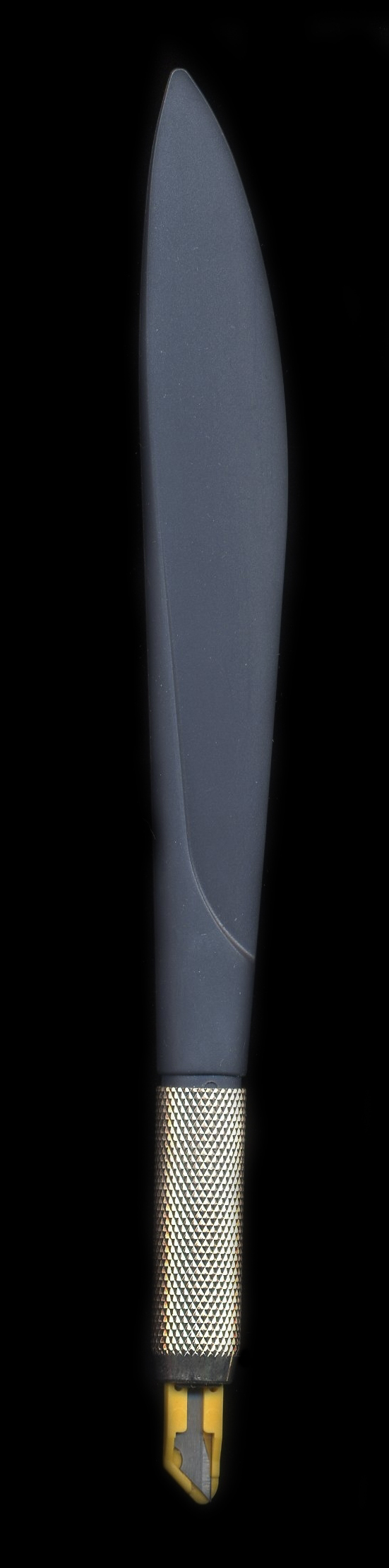
スクラップ用カッター

刃の材質はほとんどが鋼製である。日本メーカー製の一般的な刃に使用されている鋼材はSK-120（旧SK2）が主流である。これはSK材（炭素工具鋼）の中で2番目に炭素量が多く硬い。ノコギリ刃などの特殊形状の刃は炭素量が比較的少ないSK5、および耐摩耗性や耐衝撃性・耐熱性を付加した合金工具鋼SKS-7が使用される。磁性の影響を嫌う場合などにセラミック製のものを用いることもある。
円切りカッター（サークルカッター・コンパスカッター）
中心点を針などで固定して、きれいな円を描いたカットができる。大型のものは、薄い合板も切り抜ける。左利きの場合は、刃の向きを逆方向に取り付ける。
ロータリーカッター（円形刃カッター）
円盤状の刃を回しながら切り進み、紙・フイルム・布などの曲線が切りやすい。オルファが最初に開発した。
ペン型デザインナイフ
小型の紙切り用のカッターナイフ。オブジェ・工作などには欠かせないカッター。
スクラップ用カッター
わずかに出た刃先で重なった紙の上一枚だけを切り取ることができる。新聞やコピー用紙を標準に、刃の出は0.3mmに設定されている。
楕円カッター
直径17-21cmから38-42cmの楕円が切れるカッター。エヌティー製。
ミシン目カッター
紙・フイルム・ビニールなどに、必要なときに切り離せるミシン目を入れることができる。
段ボール用カッター
段ボールと発泡スチロール用、刃はステンレス鋼製で、のこぎりを使うようにゆっくりと動かして使用する。
カッターのこ
刃の部分がのこぎりになっている。
アクリルカッター（プラスチックカッター）
塩ビ板やアクリル樹脂板を切断する工具で、刃先は特別な形状をしている。のこぎりでの切断に比べきれいな切断面が得られる。使い方は、カッターの刃を押し付けながら引き、切り込み（溝）を少しずつ入れていく。何度も繰り返し、深さが材料の半分程度までになったら、溝の部分が上側になるようにして作業台の端などの直線部に当てて板を折る。切断面角部は鋭利で危ないため、刃に付いている「仕上げ用の面取りエッジ」部を使って面取りをする。紙の切断は、同じ刃に付いている「紙カット刃」部を使用する。
ペットボトルカッター
ペットボトル専用のカッター。ウェルビー製。

左利き用カッターナイフ
左利き専用品。形状が通常のものと鏡対称で、刃も専用の溝が反対側に付いたものを使う。オルファの「レフティ」、TJMデザインの「タジマサウスポー」など。

## 法的問題
カッターナイフを携行する行為は、軽犯罪法または銃砲刀剣類所持等取締法（銃刀法）によって規制されており、カッターナイフを理由なく持ち歩いてはならない。もし、警察官による所持品検査においてカッターナイフを見咎められた場合は、携行している理由及びその理由の正当性について説明しなければならない。正当な理由なくカッターナイフを携行していたことにより、刑事裁判において有罪となった判例は数多く存在する。オウム真理教事件の際の、現行犯逮捕の理由となった事例がよく知られる。他の犯罪を伴わずカッターナイフの所持のみで起訴・有罪となった例として京都地裁平成19年11月9日判決が挙げられる。
カッターナイフは、小刀など他の実用目的の小型刃物に比べて、刃体の長さが製品によっては新品時に8ないし9センチメートルと長いため、軽犯罪法違反にとどまらず銃刀法違反に抵触する場合がある。この関係で、職務質問で刃渡り8センチメートルのカッターナイフを見つけて所持者を交番に連行したものの、銃刀法違反事件として処理する手間を嫌うあまり、警察官が刃を机に押し付けて折って5センチメートルにし、軽犯罪法違反事件として処理したという不正事件の例もある。

## 主なメーカー
折る刃式カッターナイフの国内専業メーカー
- オルファ (OLFA)
- エヌティー (NTカッター)
- 貝印 - 上記2社に続き、カッターナイフ業界にいち早く参入した企業。
- フォーエバー - 世界唯一の折るセラミックカッターで有名[13]。

日本の事務用・作業用大手メーカー
- コクヨ
- プラス
- 長谷川刃物 - 段ボールカッター「ダンちゃん」を製造している。
- ムラテックKDS (KDS)
- TJMデザイン（タジマツール）
- 外栄金物 (KAKUI)
- 髙儀

海外メーカー
- 3M - アメリカの化学・電気素材メーカー。多くの用品を開発し発売している。
- エグザクト - アメリカのオフィス文具メーカーであるエルマーズ・プロダクツのブランド。X-Acto knifeの由来。
- スタンレー・ワークス - アメリカの工具メーカー。Stanley knifeの由来。